# Rue de Malzéville
Pour les articles homonymes, voir Malzéville.
La rue de Malzéville est une voie de la commune de Nancy, dans le département de Meurthe-et-Moselle, en région Lorraine. Elle tire son nom de la cité meurthe-et-mosellane voisine.

## Situation et accès
La rue de Malzéville se place au nord-ouest du territoire communal de Nancy, à proximité de la localité éponyme.

## Origine du nom
Elle porte le nom de la ville de Malzéville à laquelle elle mène.

## Historique
Cette rue est l'ancien « chemin de Nomeny ». À l'origine, un bac permet de traverser la Meurthe. Un premier pont est construit, sous René II, entre 1498 et 1501. Il est en pierre du côté de Nancy et en bois du côté de Malzéville.

## Bâtiments remarquables et lieux de mémoire
- n°25 maison Luc, édifice objet d'une inscription et d’un classement au titre des monuments historiques par arrêté du 23 février 2004[2].